# Leodán González
Leodán Franklin González Cabrera (* 11. März 1983) ist ein uruguayischer Fußballschiedsrichter. Seit 2016 steht er auf der FIFA-Liste.

## Werdegang
Seit 2011 leitet González Spiele in der höchsten uruguayischen Spielklasse. 2017 leitete er das Play-off-Finale um die Gesamtmeisterschaft zwischen Defensor Sporting und Nacional Montevideo, in dem sich Nacional mit 1:0 zum uruguayischen Gesamtmeister des Spieljahres 2016/17 krönen konnte. 2021 wurde er für das Finale um den Uruguayischen Supercup angesetzt, in dem erneut Nacional triumphieren konnte (2:0 gegen die Montevideo Wanderers).
Seit 2016 steht González auf der FIFA-Liste, was ihn zur Leitung internationaler Partien berechtigt. Sein Debüt auf dieser Ebene gab er im April des gleichen Jahres bei einem Testspiel zwischen den U-20-Mannschaften Uruguays und Paraguays. Bisherige Höhepunkte seiner internationalen Laufbahn auf dem südamerikanischen Kontinent waren seine Einsätze bei den Endspielen um die Recopa Sudamericana (vergleichbar dem UEFA Super Cup): 2020 beim Hinspiel zwischen Independiente del Valle und Flamengo (Endstand 2:2) sowie 2021 beim Rückspiel zwischen Palmeiras und CSD Defensa y Justicia (3:4 i. E.).
Auf interkontinentaler Ebene amtierte er bei drei Spielen der U-20-Fußball-Weltmeisterschaft 2019 in Polen und war ursprünglich als Vertreter des südamerikanischen Fußballverbandes für die FIFA-Klub-Weltmeisterschaft 2020 vorgesehen, erkrankte aber kurz vor Turnierbeginn und wurde durch seinen Landsmann Esteban Ostojich ersetzt. Stattdessen wurde er in das Schiedsrichteraufgebot für Olympia 2021 berufen. Beim Turnier in Japan leitete er zwei Partien der Gruppenphase, darunter das letzte Vorrundenspiel der deutschen Olympiamannschaft gegen die Elfenbeinküste.
Für die Fußball-Weltmeisterschaft 2022 in Katar nominierte ihn die FIFA als Videoschiedsrichter (VAR). In der gleichen Funktion war er bereits bei der Copa América 2019 zum Einsatz gekommen.

## Einsätze beim olympischen Fußballturnier 2021
| Phase        | Datum         | Spielort | Heimmannschaft | Gastmannschaft | Ergebnis  |
| ------------ | ------------- | -------- | -------------- | -------------- | --------- |
| Gruppenphase | 22. Juli 2021 | Kashima  | Honduras       | Rumänien       | 0:1 (0:1) |
| Gruppenphase | 28. Juli 2021 | Rifu     | Deutschland    | Elfenbeinküste | 1:1 (0:0) |